# 尤托维尔 (南卡罗来纳州)
尤托维尔（英文：Eutawville），是美国南卡罗来纳州下属的一座城市。城市类型是“Town”。其面积大约为0.95平方英里（2.47平方公里）。根据2010年美国人口普查，该市有人口315人，人口密度约为每平方 英里330.88人（约合每平方公里127.76人）。